# Pas-Opweg
De Pas-Opweg is een oude bosweg op de Veluwe, die loopt van de  Eperweg bij Nieuw-Soerel (2 km ten zuiden van Nunspeet) en eindigt bij de Gortelseweg in de gemeente Epe. De weg komt langs het Verscholen Dorp bij Vierhouten. 
Pasop is een oude benaming voor paasberg, paasheuvel. Het betekent 'offerheuvel'. 
Pas staat voor sterven, in Engeland bestaat dit woord nog.
Het is een eeuwenoude benaming en heeft dus niets met het 'Verscholen Dorp' te maken.
Niet ver van huize "Pas-Op" liggen diverse oude handelsroutes. Zo ligt er de Oude Zwolseweg, een oude Hessenweg, die liep van Amersfoort over Leuvenum en via Vierhouten naar Hattem en zo verder richting Duitsland. Ook ligt in de nabijheid een oude Hanzeweg, die de Hanzesteden Deventer en Harderwijk met elkaar verbond.
Vooral in de zomer komen er veel toeristen over de Pas-Opweg vanwege het Verscholen Dorp, een onderduikerskamp in de Tweede Wereldoorlog. Verder bevindt er zich een wildkijkscherm. De Pas-Opweg is ook de meest bereden fietsroute van Nunspeet naar Apeldoorn.